# Kanzel (Hahnbach)

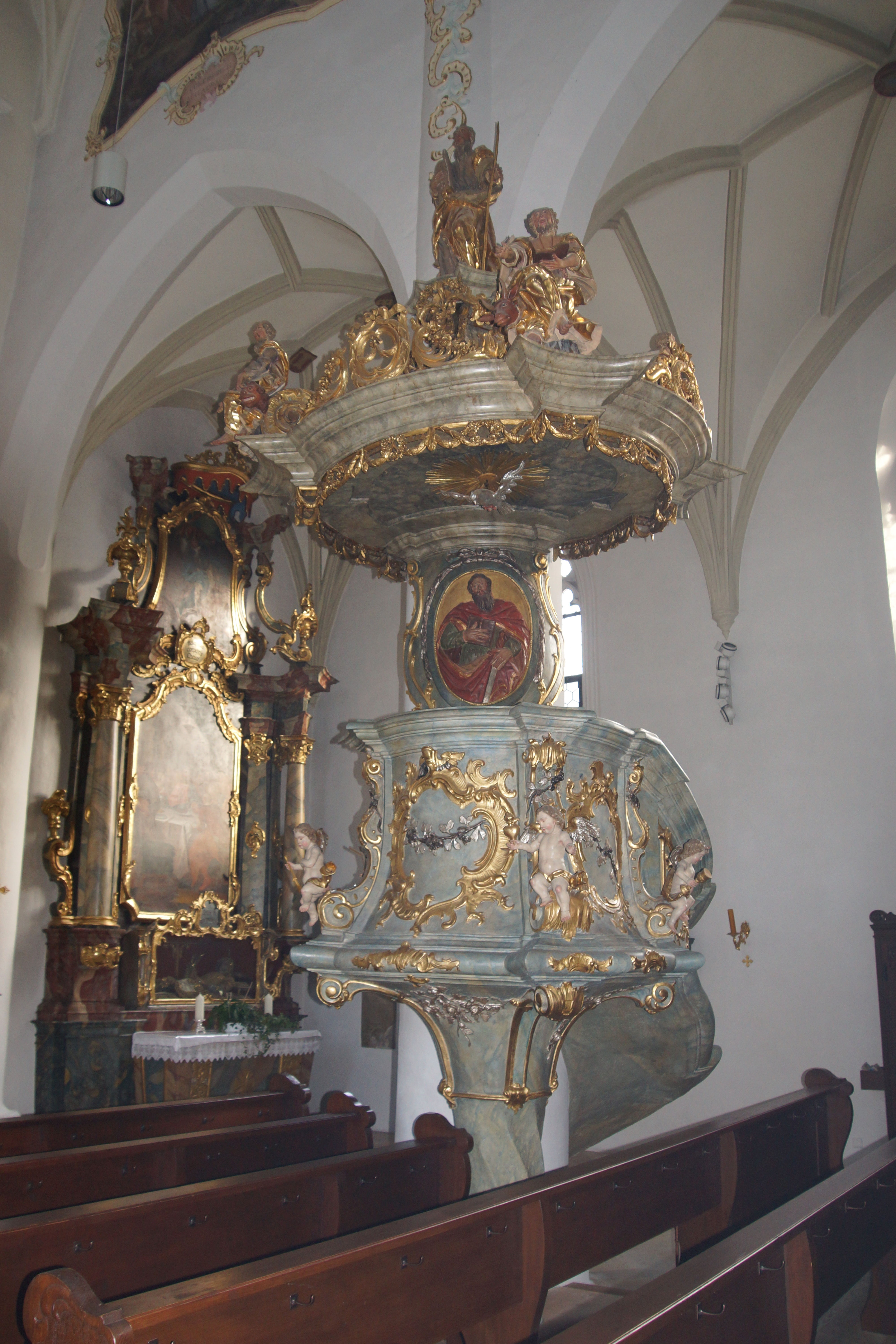
Kanzel in Hahnbach

Die Kanzel in der katholischen Pfarrkirche St. Jakobus in Hahnbach, einer Marktgemeinde im oberpfälzer Landkreis Amberg-Sulzbach in Bayern, wurde um 1780 geschaffen. Die Rokoko-Kanzel ist als Teil der Kirchenausstattung ein geschütztes Baudenkmal.
Die hölzerne Kanzel wurde 1789 von Wolfgang Pösl aus Amberg mit einem Rocailledekor versehen. Der Schalldeckel wird von einer Mosesfigur bekrönt, die von Sitzfiguren der vier Evangelisten umgeben wird.
Die gewundene Steinstütze der zuvor vorhandenen spätgotischen Kanzel ist unter der Rokokoverkleidung sichtbar.